# Lithomoia virgata
Lithomoia virgata là một loài bướm đêm trong họ Noctuidae.